# S21, la machine de mort khmère rouge
Pour les articles homonymes, voir S21.
Pour plus de détails, voir Fiche technique et Distribution.
S21, la machine de mort khmère rouge est un  documentaire franco-cambodgien réalisé par Rithy Panh sorti en 2003.

## Synopsis

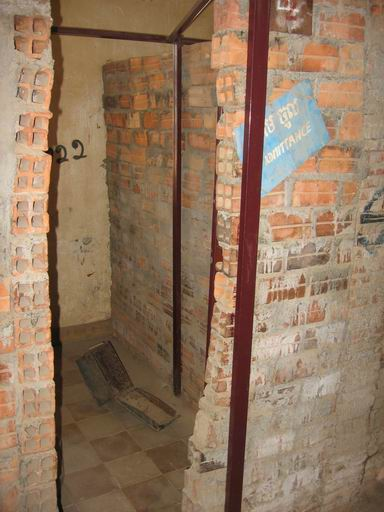
Photo du musée du génocide de Tuol Sleng montrant une cellule où étaient détenues les victimes (2006)

Au Cambodge, sous les Khmers rouges, S21 (Tuol Sleng) était le principal « bureau de la sécurité ». Dans ce centre de détention, un ancien lycée situé au cœur de Phnom Penh, entre 18 000 et 20 000 prisonniers ont été torturés, interrogés puis exécutés entre 1975 et 1979. Sept seulement ont survécu. Au moment du tournage, seuls trois d’entre eux étaient encore en vie, dont deux reviennent vingt-cinq ans plus tard témoigner (parmi lesquels le peintre Vann Nath), lors d'une confrontation avec leurs bourreaux.

## Fiche technique
Le nom des personnes khmères est dans l'ordre "patronyme  prénom", selon l'usage cambodgien, contrairement au nom des personnes françaises. Les Cambodgiens disent donc Panh Rithy, puisque Panh est son patronyme et Rithy son prénom. D'ailleurs l'écriture khmère de son nom (khmer ប៉ាន់ រិទ្ធី) est bien dans l'ordre Panh Rithy.
- Titre : S21, la machine de mort khmère rouge
- Réalisation : Rithy Panh
- Scénario : Rithy Panh
- Production : Cati Couteau et Dana Hastier pour Institut national de l'audiovisuel, Arte France Cinéma
- Directeur de la photographie : Prum Mésa et Rithy Panh
- Assistants réalisateur : Then Nan Doeun, Roeun Narith
- Montage : Marie-Christine Rougerie et Isabelle Roudy
- Son : Sear Vissal
- Mixage : Myriam René
- Musique originale : Marc Marder
- Pays d'origine :  France et  Cambodge
- Langue originale : khmer
- Format : couleur - 1.33 - son DTS
- Lieu du tournage : S21
- Genre : documentaire historique
- Durée : 101 minutes
- Date de sortie :
  - France : 11 février 2004

## Distribution
Dans le film, toutes les personnes sont cambodgiennes. Leur nom, selon l'usage khmer est toujours cité dans l'ordre "patronyme  prénom".

### Survivants du S21
- Vann Nath, peintre
- Chum Mey, mécanicien de travaux publics

### Anciens personnels khmers rouges de la prison S21
- Khieu Ches, dit Poeuv, un gardien
- Nhiem Ein , photographe
- Houy Him, adjoint à la sécurité (chef-adjoint du Santébal)
- Nhieb Ho, un gardien
- Prâk Khân, membre du groupe interrogatoire
- Peng Kry, le conducteur
- Som Meth, un gardien
- Top Pheap, interrogateur et dactylographe
- Tcheam Seur, un gardien
- Mâk Thim, docteur de S21
- Sours Thi, responsable des registres

### Autres personnes
- Ta Him, père de Him Houy
- Yeay Cheu, mère de Him Houy

## Distinctions
- Prix François Chalais 2003 au festival de Cannes
- Prix du cinéma européen 2003 du meilleur documentaire
- Prix FIPRESCI et Colombe d'or 2003 au Festival international du documentaire et du film d'animation de Leipzig
- Plaque d'or 2003 du meilleur documentaire au Festival international du film de Chicago
- Prix du meilleur documentaire 2003 au Festival international du film de Valladolid
- Runner-up Prize 2003 au Festival international du documentaire de Yamagata
- International Human Rights Film Award 2003 au International Human Rights Film Festival Nuremberg
- Prix spécial du jury et nomination au cygne d’or 2003 du festival du film international de Copenhague
- Prix Albert-Londres 2004
- Prix du meilleur documentaire humanitaire 2004 au Festival international du film de Hong Kong
- Prix de meilleur réalisateur et prix spécial Vaclav Havel pour le film ayant le mieux contribuer à prendre en compte les droits de l'homme au Festival One World 2004 de Prague
- Prix des droits de l’homme 2004 au festival du cinéma indépendant de Buenos Aires